# Näringslivshistoriska priset
Näringslivshistoriska priset är en utmärkelse som går till den eller de som gjort bestående insatser för att lyfta svensk näringslivshistoria och därigenom visat på de svenska företagens bidrag till det gemensamma samhällsbygget. Utmärkelsen delas ut av Centrum för Näringslivshistoria, som instiftade priset 2019. Med utmärkelsen följer en prissumma om 100 000 kr.

## Pristagare
- 2019: skriftställare Anders Johnson[1]
- 2021: Ekonomiska museet i Stockholm och Dalénmuseet i Stenstorp[2]
- 2022: professor Håkan Lindgren[3]
- 2023: IKEA, och IKEA Museum[4]
- 2024: professor Mats Larsson[5]

### Fotnoter
1. ↑  ”Anders Johnson får Näringslivshistoriska priset 2019”. Centrum för Näringslivshistoria. https://www.naringslivshistoria.se/cfn-nyheter/anders-johnson-far-naringslivshistoriska-priset-2019/. Läst 7 oktober 2024.
2. ↑  ”Dalénmuseet och Ekonomiska museet tilldelas Näringslivshistoriska priset 2021”. Centrum för Näringslivshistoria. https://www.naringslivshistoria.se/cfn-nyheter/dalenmuseet-och-ekonomiska-museet-tilldelas-naringslivshistoriska-priset-2021/. Läst 7 oktober 2024.
3. ↑  ”Professor Håkan Lindgren får Näringslivshistoriska priset 2022”. Centrum för Näringslivshistoria. https://www.naringslivshistoria.se/cfn-nyheter/professor-hakan-lindgren-far-naringslivshistoriska-priset-2022/. Läst 7 oktober 2024.
4. ↑  ”IKEA får Näringslivshistoriska priset 2023”. Centrum för Näringslivshistoria. https://www.naringslivshistoria.se/cfn-nyheter/ikea-far-naringslivshistoriska-priset-2023/. Läst 7 oktober 2024.
5. ↑  ”Professor Mats Larsson får Näringslivshistoriska priset 2024”. Centrum för Näringslivshistoria. https://www.naringslivshistoria.se/cfn-nyheter/professor-mats-larsson-far-naringslivshistoriska-priset-2024/. Läst 7 oktober 2024.